# Consejo de Ministros de Egipto
El Consejo de Ministros de Egipto (en árabe: مجلس وزراء مصر) es el cuerpo del poder ejecutivo de la República Árabe de Egipto. Consiste en el primer ministro y los ministros del gabinete.
El gobierno tiene un papel de liderazgo en la conformación de la agenda de las cámaras del parlamento. Se puede proponer leyes al Parlamento, así como enmiendas durante las reuniones parlamentarias. Se puede hacer uso de algunos de los procedimientos para acelerar las deliberaciones parlamentarias. El gobierno es responsable sólo ante el Parlamento, específicamente la Asamblea del Pueblo.
La Asamblea del Pueblo puede adoptar una moción de censura, lo que obliga a la renuncia del gabinete. Los ministros tienen que responder las preguntas de los miembros del Parlamento, tanto escritas como orales. Esto se conoce como preguntas al gobierno Talebat Ihata
Además, los ministros asisten a las reuniones de las dos cámaras del Parlamento cuando se están discutiendo leyes existentes en sus áreas de responsabilidad.
Los detalles de la organización del gabinete se establecen en los artículos 153 a 160 de la Constitución. El artículo 155 establece que los miembros del gabinete tienen que prestar juramento al asumir el cargo.

## Gabinete actual
El Gabinete del primer ministro egipcio Ibrahim Mahlab fue juramentado el 17 de junio de 2014. El gabinete está compuesto por 34 miembros.

## Miembros del Gabinete
| Ministro                                                | Nombre                   | Partido            |
| ------------------------------------------------------- | ------------------------ | ------------------ |
| Primer Ministro                                         | Ibrahim Mahlab           | Independiente      |
| Ministro de Defensa                                     | Sedki Sobhi              | Militar            |
| Ministro de Cooperación Internacional                   | Naglaa el-Ahwany         | Independiente      |
| Ministro de Educación Superior                          | Sayed Abdel Khaleq       | Independiente      |
| Ministro de Investigación Científica                    | Sherif Hamad             | Independiente      |
| Ministro del Interior                                   | Mohamed Ibrahim Moustafa | Policía            |
| Ministro de Relaciones Exteriores                       | Sameh Shoukry            | Independiente      |
| Ministro de Finanzas                                    | Hani Qadri Demian        | Independiente      |
| Ministro de Medio Ambiente                              | Khaled Fahmy             | Independiente      |
| Ministro de Desarrollo urbano                           | Laila Iskander           | Independiente      |
| Ministro de Cultura                                     | Gaber Asfour             | Independiente      |
| Ministro de Justicia de Transición                      | Ibrahim El-Heneidy       | Independiente      |
| Ministro de Justicia                                    | Mahfouz Saber            | Independiente      |
| Ministro de Educación                                   | Mahmoud Abo El-Nasr      | Independiente      |
| Ministro de Transporte                                  | Hany Dahy                | Independiente      |
| Ministro de Electricidad y Energía                      | Mohamed Shaker           | Independiente      |
| Ministro de Turismo                                     | Hisham Zazou             | Independiente      |
| Ministro de Agricultura y Reclamaciones Territoriales   | Adel el-Beltagy          | Independiente      |
| Ministro de Comunicaciones y Tecnologías de Información | Atef Helmy               | Independiente      |
| Ministro del Petróleo                                   | Sherif Ismail            | Independiente      |
| Ministro de Recursos Acuáticos e Irrigación             | Hossam Moghazy           | Independiente      |
| Ministro de Vivienda                                    | Mostafa Madbouli         | Independiente      |
| Ministro de Abastecimiento y Comercio Interno           | Khaled Hanafy            | Independiente      |
| Ministro de Recursos Humanos e Inmigración              | Nahed Ashri              | Independiente      |
| Ministro de Dotación Religiosa (Awqaf)                  | Mukhtar Gomaa            | Independiente      |
| Ministro de Salud                                       | Adel El-Adawi            | Independiente      |
| Ministro de Aviación Civil                              | Mohammed Hassan Kamal    | Independiente      |
| Ministro de Solidaridad Social                          | Ghada Wali               | Independiente      |
| Ministro de Planificación y Reforma Administrativa      | Ashraf El-Araby          | Independiente      |
| Ministro de Industria, Comercio y Pequeña industria     | Mounir Fakhry Abdel Nour | Nuevo Partido Wafd |
| Ministro de Inversión                                   | Ashraf Salman            | Independiente      |
| Ministro de Estado para la Juventud y el Deporte        | Khaled Abdel Aziz        | Partido Egipcio    |
| Ministro de Estado para la Producción Militar           | Ibrahim Younis           | Independiente      |
| Ministro de Estado para el Desarrollo Local             | Adel Labib               | Independiente      |
| Ministro de Antigüedades                                | Mamdouh el-Damaty        | Independendiente   |